# 埃娃·罗帕
埃娃·罗帕（芬蘭語：Eeva Ruoppa，1932年5月2日—2013年4月27日），芬兰女子越野滑雪运动员。她曾代表芬兰参加1960年和1964年冬季奥林匹克运动会越野滑雪比赛，获得女子3×5公里接力铜牌。